# Petrus Mathiae
Petrus Mathiae var en svensk prästman verksam på under 1500-talet.

## Biografi
Petrus Mathiae var 1563-1569 kyrkoherde i Luleå pastorat (nuvarande Nederluleå församling, Jokkmokks församling, Råneå församling och Överluleå församling). Petrus Mathiae sägs ska ha varit kaplan hos Erik XIV när han utsågs till kyrkoherde i Nederluleå. Han var känd för sitt liderliga leverne. 1569 avsattes Petrus Mathiae från tjänsten som kyrkoherde i Luleå ett faktum som ett då upprättat inventarium för prästgården i Nederluleå bekräftar. Petrus Mathiae blev sedermera kyrkoherde i Umeå. 